# Heckflosse

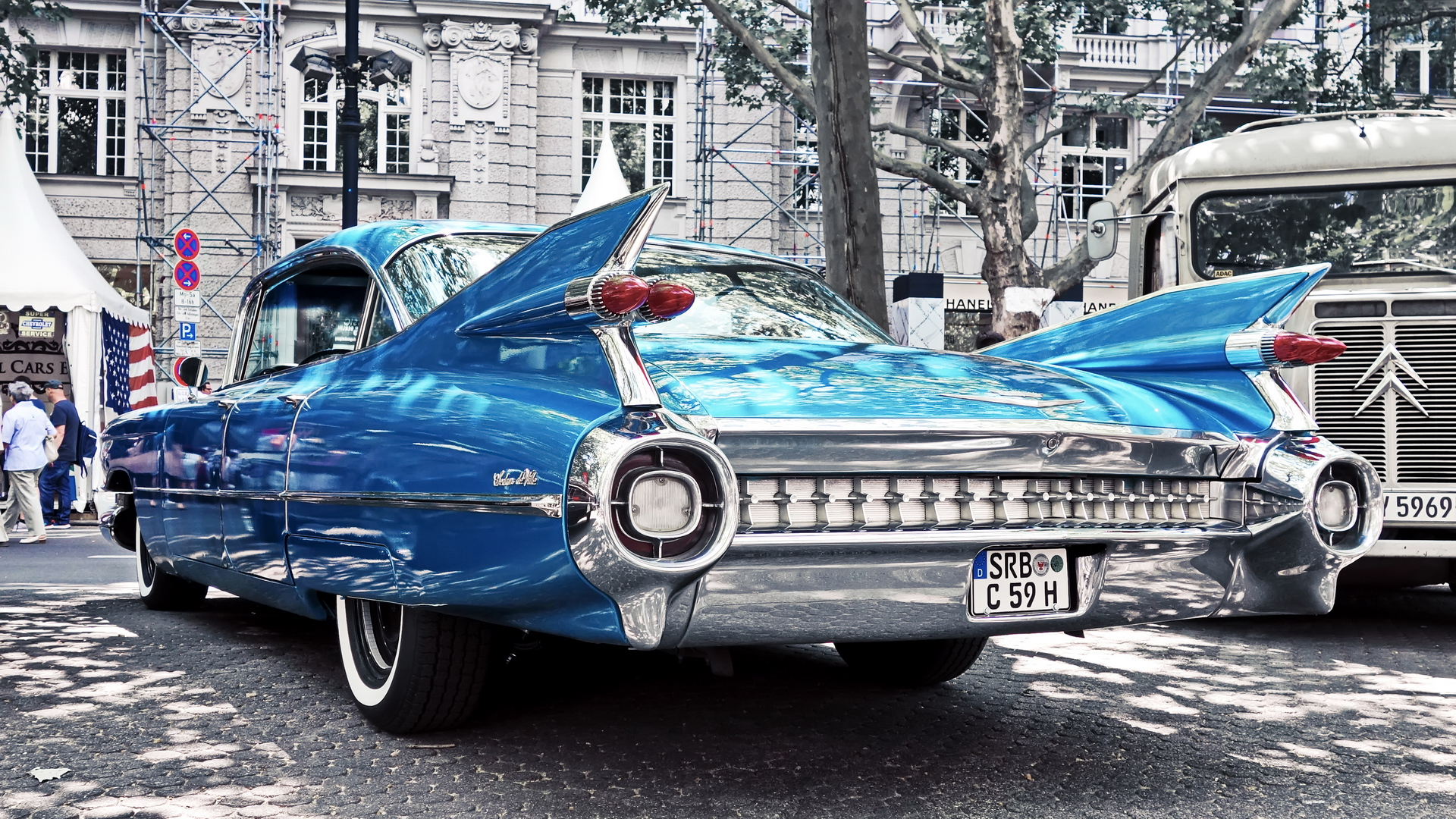
Heckflosse eines Cadillac Eldorado, Modell 1959

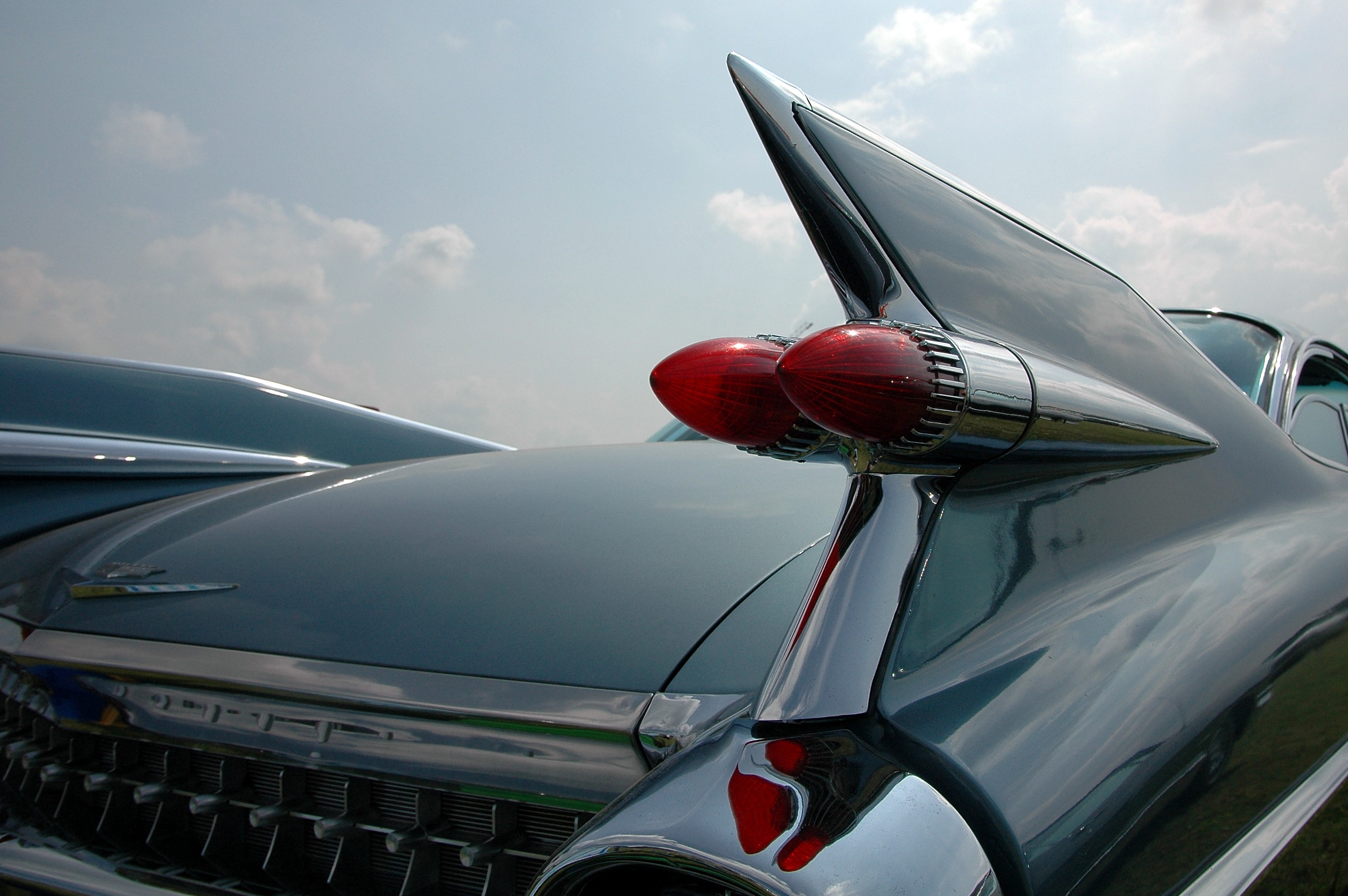
Cadillac Eldorado, Modell 1959 (Detail)

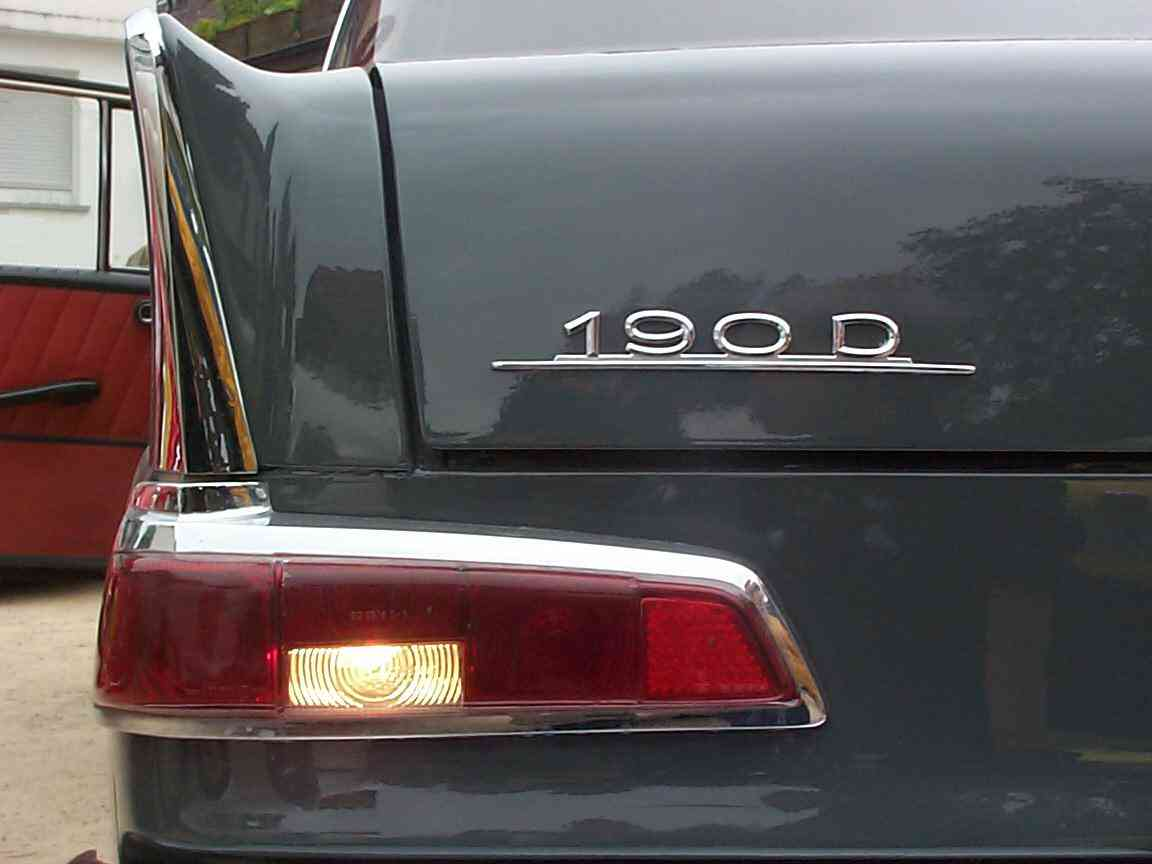
Heckflosse eines Mercedes-Benz 190 D (Baureihe W 110)

Als Heckflosse bezeichnet man flossenähnliche Anbauten seitlich oder mittig am Heck eines Autos, die in den 1950er und 1960er Jahren eine Modeerscheinung waren.

## Geschichte
Heckflossen sind hochgezogene hintere Karosserieabschlüsse aus Stilgründen, die oft mit Chrom verziert sind.
Heckflossen fanden sich bereits in den 1930er Jahren an avantgardistischen Stromlinienfahrzeugen, wie dem Mercedes-Benz T 80 und dem Tatra 77.

### Entwicklung in den USA
1948 wurden sie von Cadillac in das kommerzielle Automobildesign eingeführt und nach und nach auf die ganze Modellpalette von General Motors ausgeweitet, Chrysler und Ford folgten mit einiger Verzögerung. Der Trend wuchs sich in den USA zu einem bemerkenswerten, geradezu einmaligen Phänomen in der Geschichte des Automobilbaus aus: Die Form der Heckflossen nahm immer extravagantere Züge an, gleichzeitig gab es neue Karosserien an den Fahrzeugtypen in immer kürzeren Abständen, sie wechselten bald jedes Jahr. Die Entwicklung gipfelte 1959, als die Heckflossen beispielsweise des Cadillac Eldorado eine geradezu obszöne Größe und Extravaganz erreichten, wie man sie an serienmäßig produzierten Pkw für kaum möglich hält. Anschließend schrumpften sie ebenso schnell wieder zusammen, wie sie aufgekommen waren. Ab der zweiten Hälfte der 1960er Jahre waren allenfalls noch leichte Karosseriewölbungen von ihnen übrig. Gleichzeitig vergrößerten sich auch wieder die Intervalle, in denen die Karosserien der Fahrzeugtypen überarbeitet wurden.

### Entwicklung außerhalb der USA
Europäische und japanische Automobilhersteller folgten dem Heckflossen-Trend mit den kurzen Modellzyklen in beherrschtem Maße. Am deutlichsten schlug sich der schnelllebige US-Trend naturgemäß bei den GM-Töchtern Opel und Ford nieder. Aber auch einige deutsche Hersteller wie Borgward und Auto Union positionierten sich nicht zu knapp mit den stilisierten Emotionen im Heck. Selbst Mercedes-Benz ließ sich an den eigentlich konservativ gestalteten Limousinen zu integrierten Heckflossen verleiten. Heute werden hier mit „Heckflosse“ meist die Mercedes-Benz-Baureihen W 110 (sog. „kleine Heckflosse“), W 111 (sog. „große Heckflosse“) und W 112 aus den Baujahren 1959–1968 bezeichnet. Typische französische Vertreter der Heckflossenära sind Ford und später Simca Vedette, der elegante, von Pininfarina entworfene Peugeot 404, und die Luxuslimousine Facel Vega Excellence. In Großbritannien wurde von 1957 bis 1962 der dem Packard Caribbean ähnliche Vauxhall Cresta produziert. BMC baute den ebenfalls von Pininfarina gestalteten ADO 9 und verkaufte ihn unter anderem als Morris Oxford und Austin Cambridge. Die frühen Serien des Sunbeam Alpine wiesen ebenfalls ausgeprägte Heckflossen auf. Wenig erfolgreich war in Italien der von 1957 bis 1962 in knapp 3000 Exemplaren hergestellte Alfa Romeo 2000 Berlina. Weit häufiger sah man dort hingegen die Modelle der Fiat-Serien Fiat 1800 und Fiat 2100 bis Fiat 2300 (1959–1968), die auch in Spanien als Seat 1400 – 2000 produziert wurden. Der Heckflossentrend wirkte bis in die Sowjetunion hinein, wo sie sich unter anderem am Wolga M21, GAZ-13 Tschaika und Moskwitsch-408 fanden.
Gleichzeitig gab es aber auch langjährig produzierte Fahrzeugtypen, die während des Heckflossentrends entweder noch gar keine Heckflossen hatten (zum Beispiel VW Käfer, Renault Dauphine, Citroën DS) oder noch weit über die Trendzeit hinaus ihre Heckflossen behielten (zum Beispiel Trabant 601, Moskwitsch-412, Volvo P1800, Mercedes-Benz W 111). Bemerkenswert ist, dass auch die für ihre Gestaltungskunst bekannten italienischen Hersteller dem Heckflossentrend, dem eine gewisse Schwülstigkeit nicht in Abrede gestellt werden kann, nur sehr verhalten folgten. Citroën, seinerzeit für extravagantes Design bekannt, ignorierte den Heckflossen-Trend sogar vollkommen.
Für Cadillac indes blieben Heckflossen auch später Teil der Markenidentität, Reminiszenzen finden sich wesentlich später immer mal wieder in angedeuteter Form. So sind seit einigen Modellgenerationen die Rückleuchten schmal und hoch ausgeführt und deuten damit die Heckflossen an.
Beim von 1997 bis 2000 gebauten Lancia Kappa Coupé gehen die Regenrinnen bzw. Regenableitungen neben der schrägen Heckscheibe in angedeutete Heckflossen über. Eine Rückkehr des Heckflossentrends gilt jedoch schon allein wegen des großen Verletzungsrisikos als ausgeschlossen.

## Nutzwert
Der einzige, wohl eher zufällige Nutzwert von Heckflossen konnte darin bestehen, dass sie einen scharf umrissenen, erhabenen Abschluss des Fahrzeugshecks bildeten, was beim Rangieren von Vorteil sein konnte. Pkw mit Heckflossen lassen sich rückwärts mitunter zentimentergenau rangieren, was sonst nur mit heutiger Kameratechnik möglich ist. Im Firmenjargon hießen die Heckflossen mitunter Peilstege, womit sie als Einparkhilfe rationalisiert wurden.

## Erscheinungsformen
Heckflossen waren bis Mitte der 1950er Jahre eher als eine Art aufgesetzte Stummel ausgebildet, auf denen die Rückleuchte thronte. Mit der Abkehr von der eher pummeligen Pontonkarosserie wurden auch die Heckflossen flächiger, blieben aber durchaus geschwungen. Die Rückleuchten wanderten dabei nach unten. In der zweiten Hälfte der 1950er Jahre setzte ein Höhenwachstum ein, von dem die meist runden oder hochkant geformten Rückleuchten mehr oder weniger stark mit hochgezogen wurden. Nachdem die Größe der Heckflossen 1959 gipfelte, fügten sie sich in den 1960er Jahren wieder sehr schnell in die insgesamt versachlichende Karosseriegestaltung ein. 1960/61 verloren sie ihre Rundungen und wurden teilweise extrem kantig, ehe sie sich bis ca. 1965 auf nur noch angedeutete Karosseriewölbungen zurückbildeten. Diese Wölbungen blieben an US-Cars teilweise noch bis weit in die 1970er Jahre erhalten.

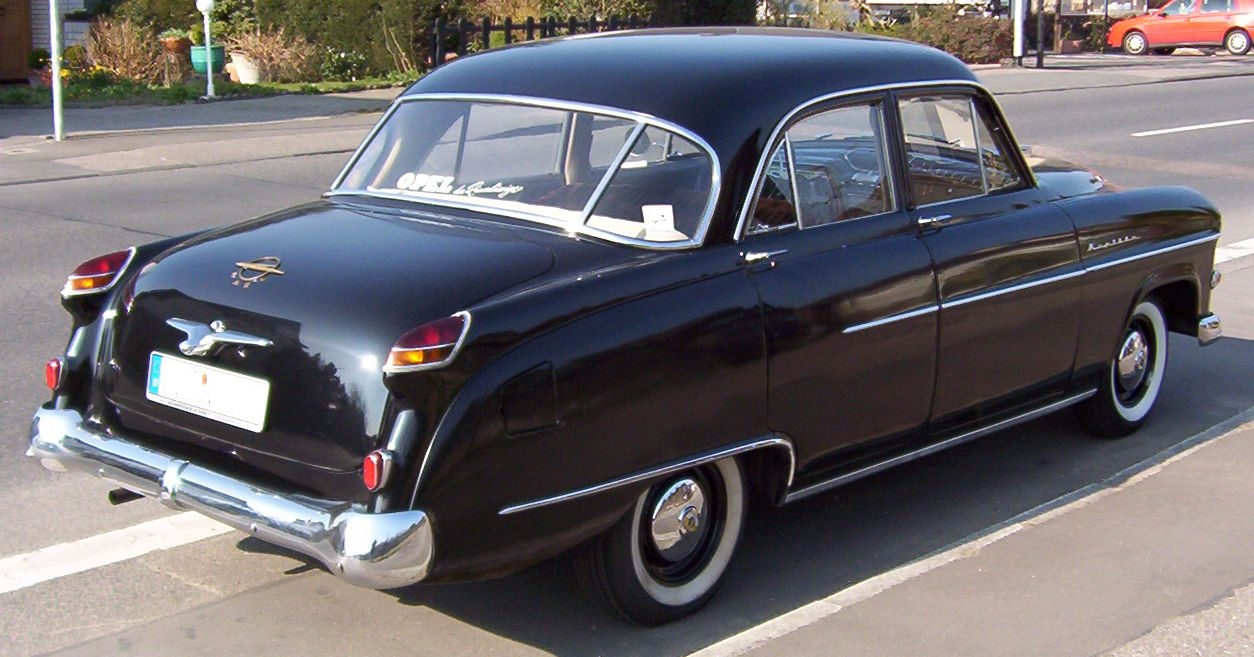
Opel Kapitän (1953)
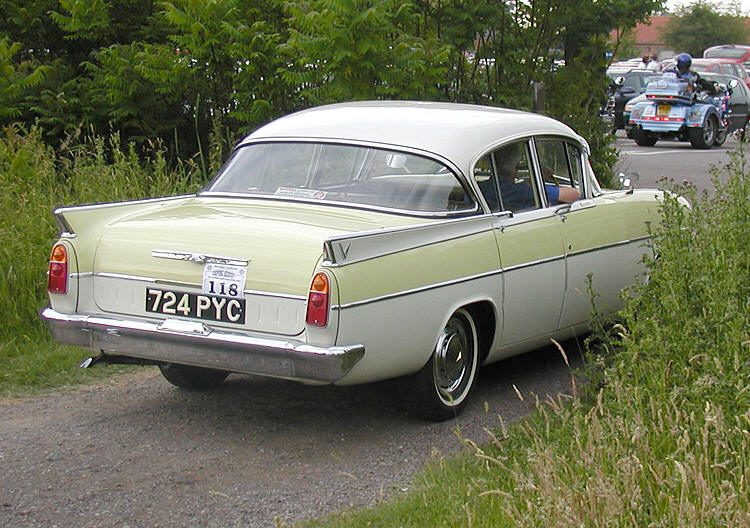
Vauxhall Cresta (1957)
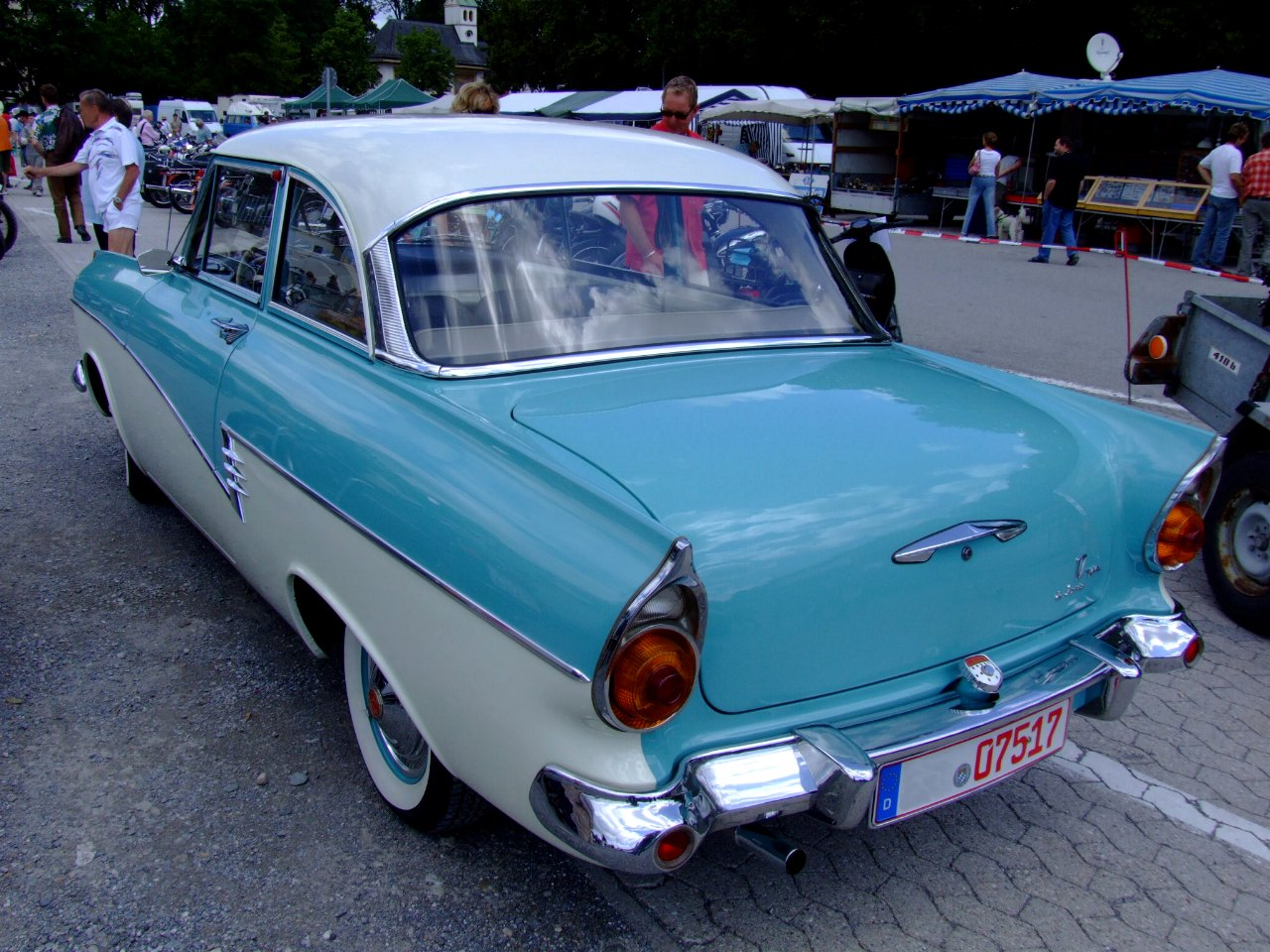
Ford P2 (1957)
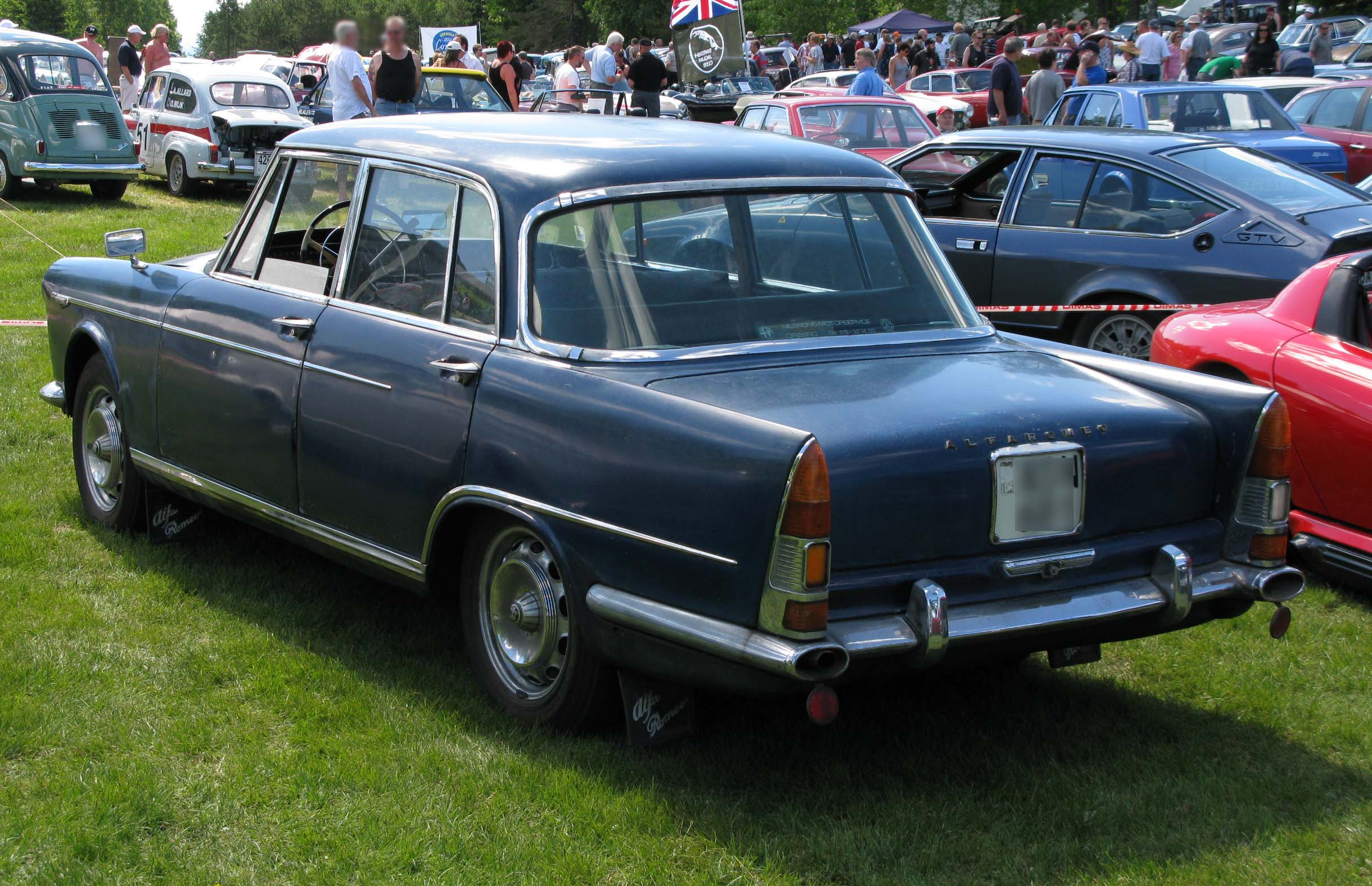
Alfa Romeo 2000 Berlina (1957)
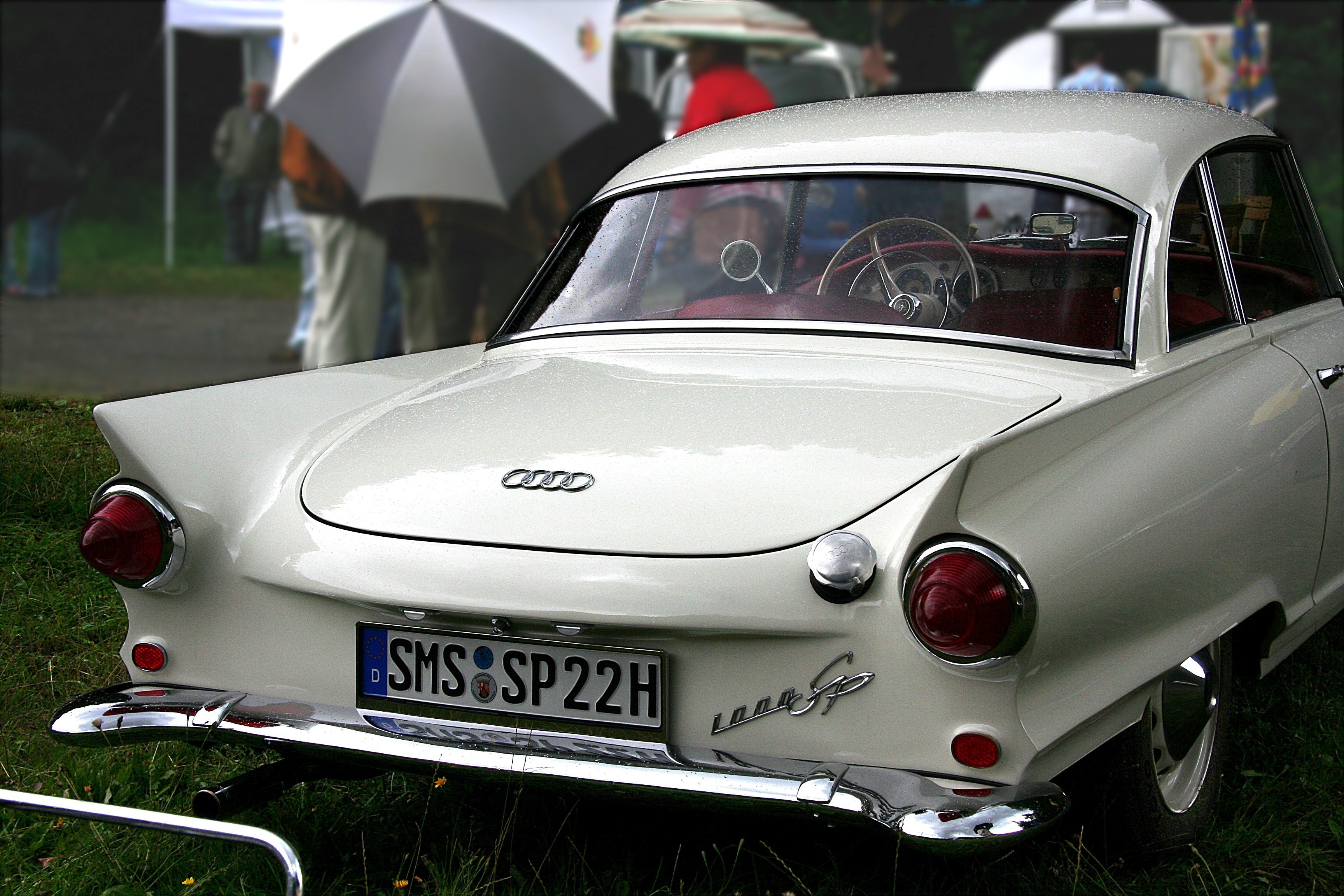
Auto Union 1000 Sp (1958)
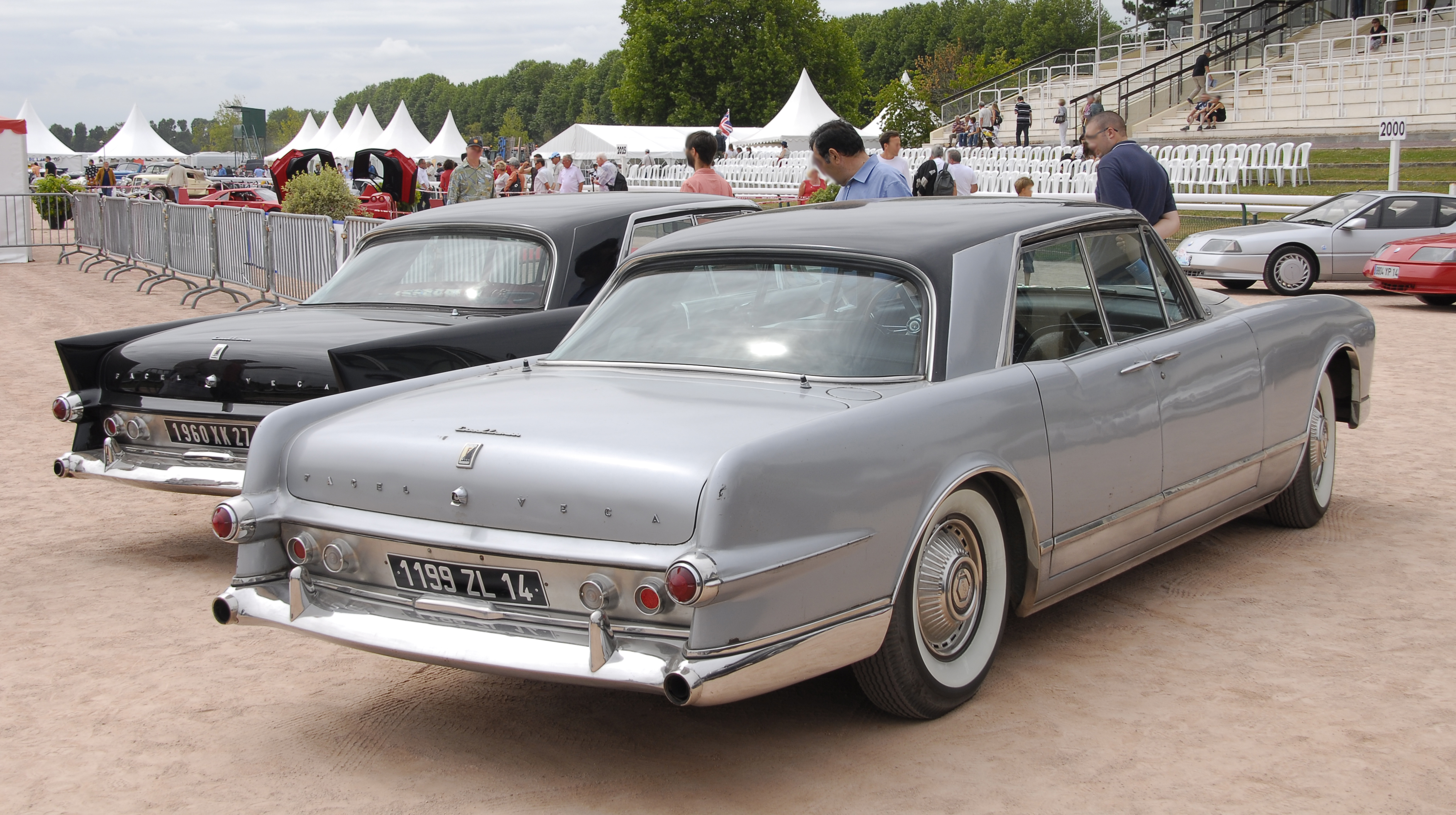
Heckflossenvariationen am Facel Vega Excellence (1958)
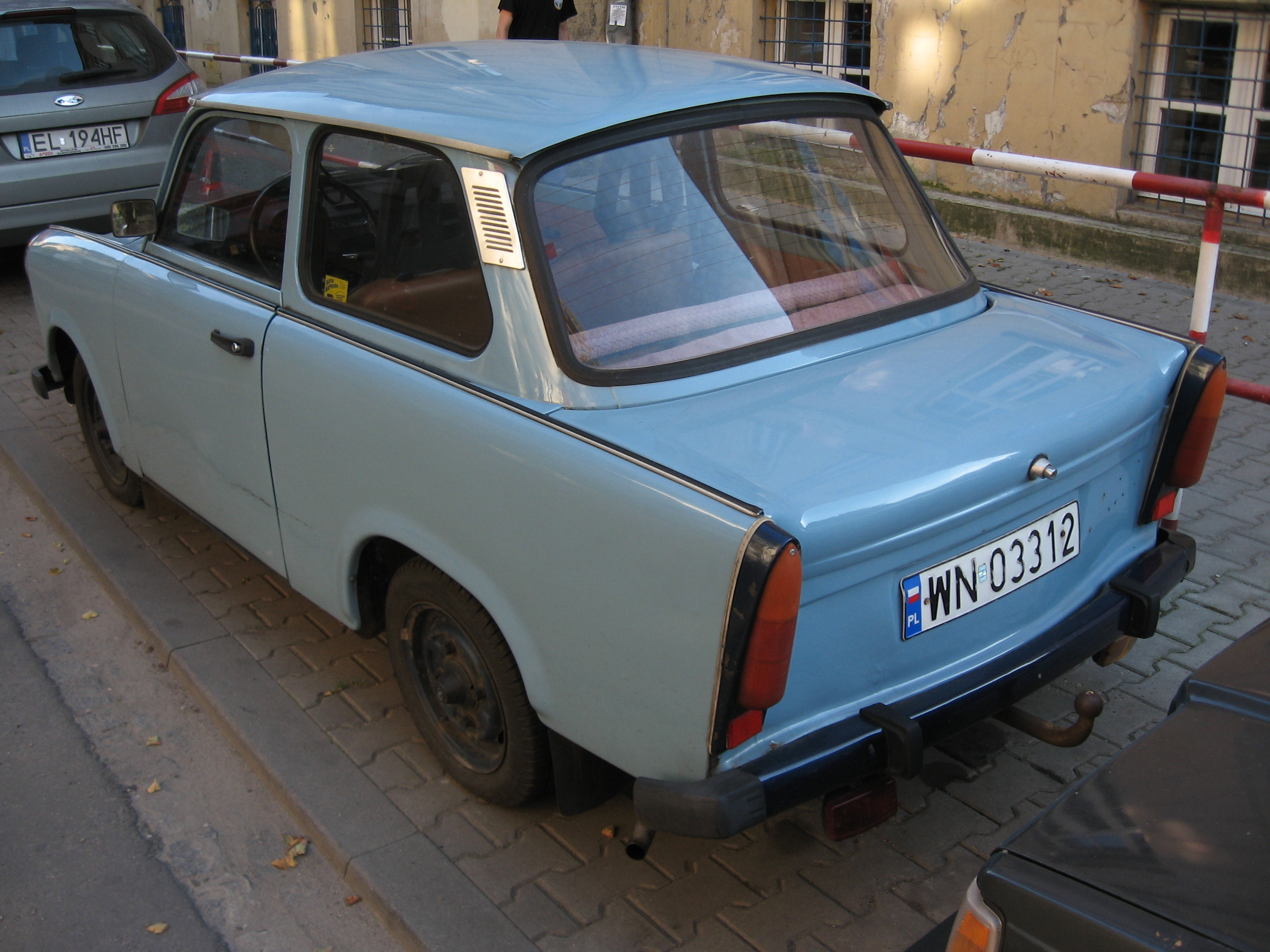
Heckflossenvariationen am Trabant (Pkw) (1958–1991)
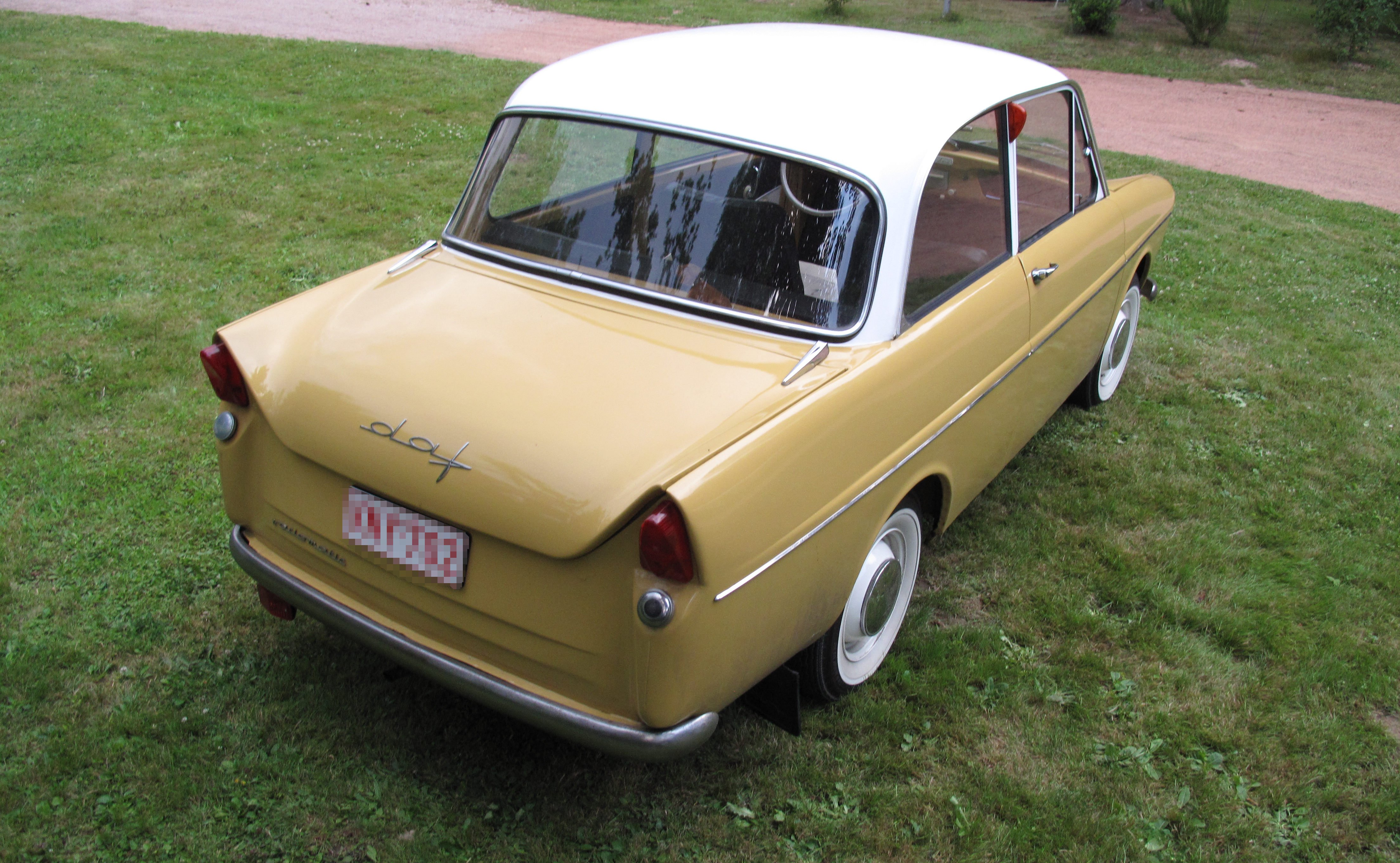
Heckflossenvariationen am DAF 600 (1958–1963)
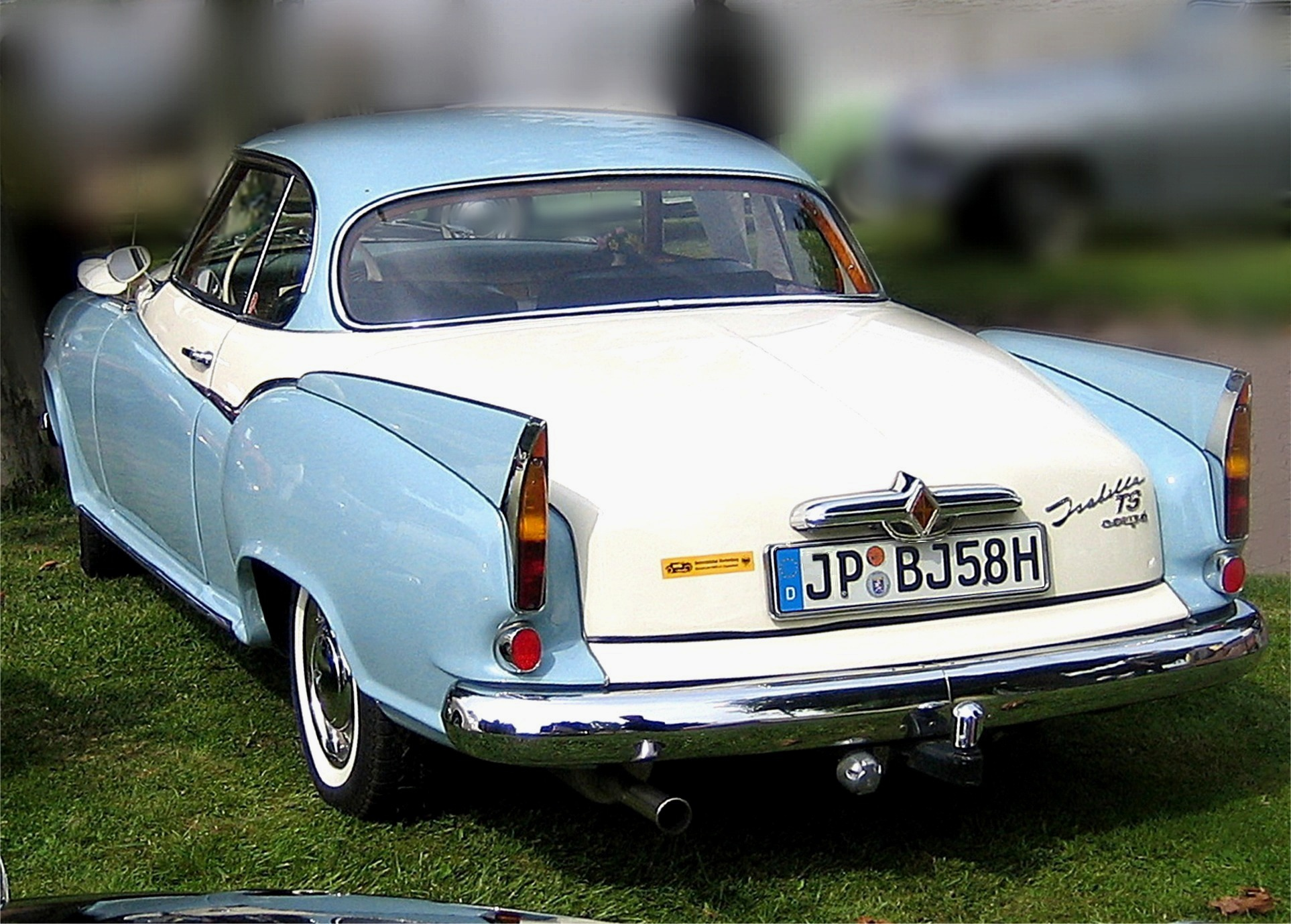
Borgward Isabella Coupé (1959)
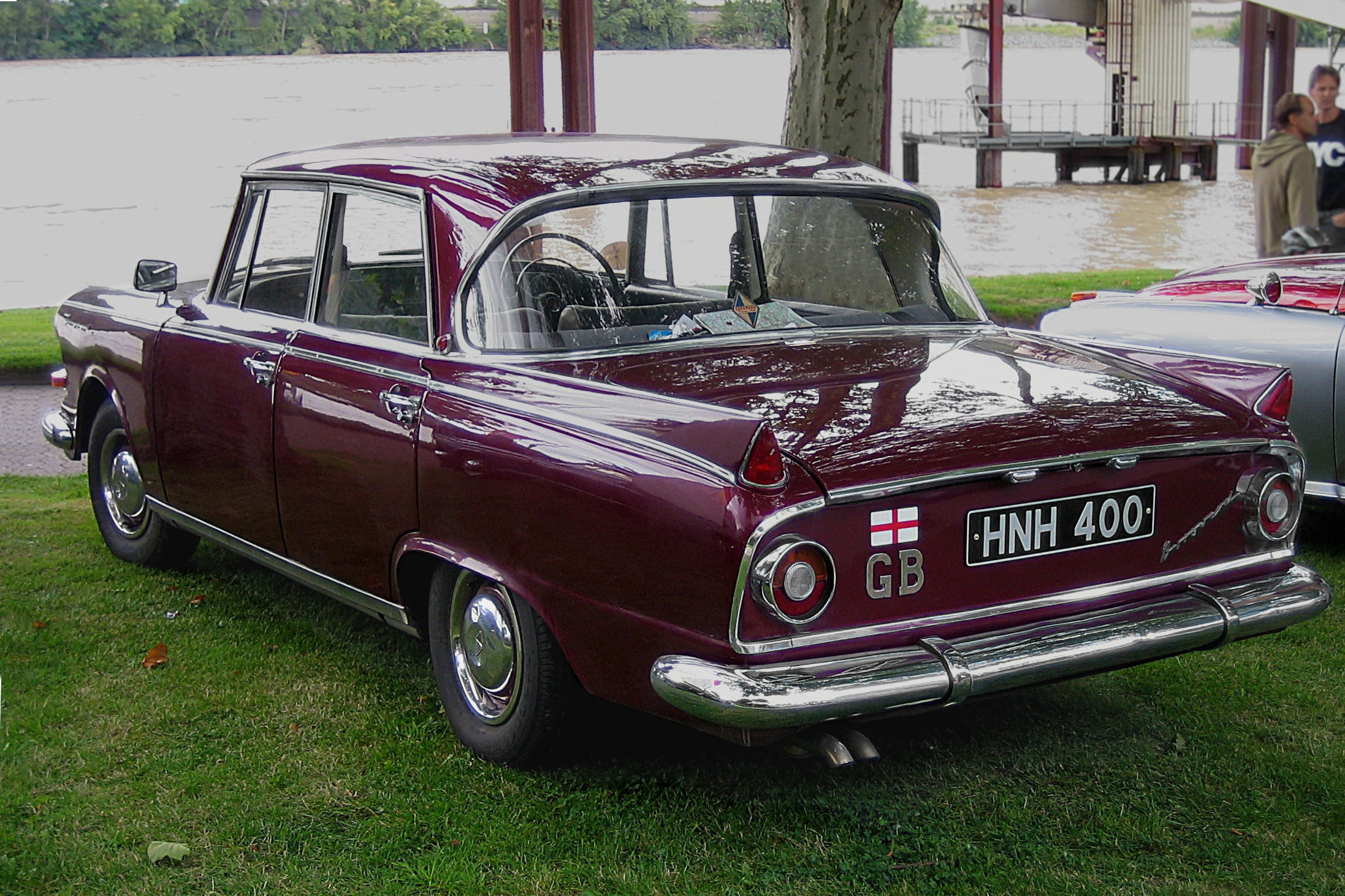
Borgward P 100 (1959)
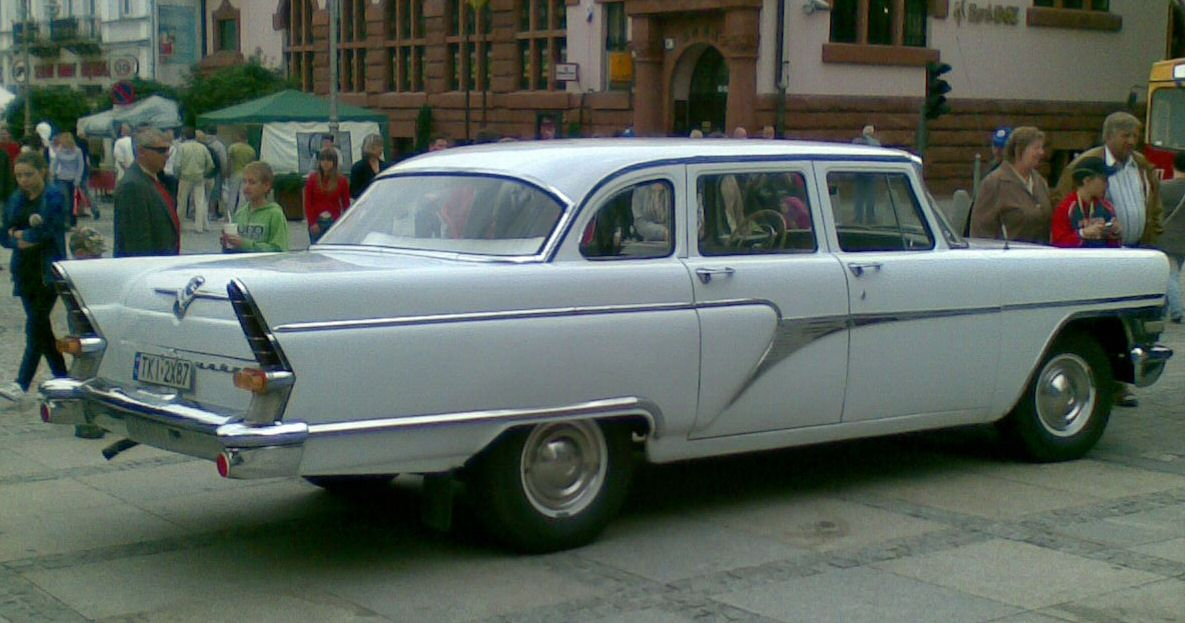
GAZ-13 Tschaika (1959)
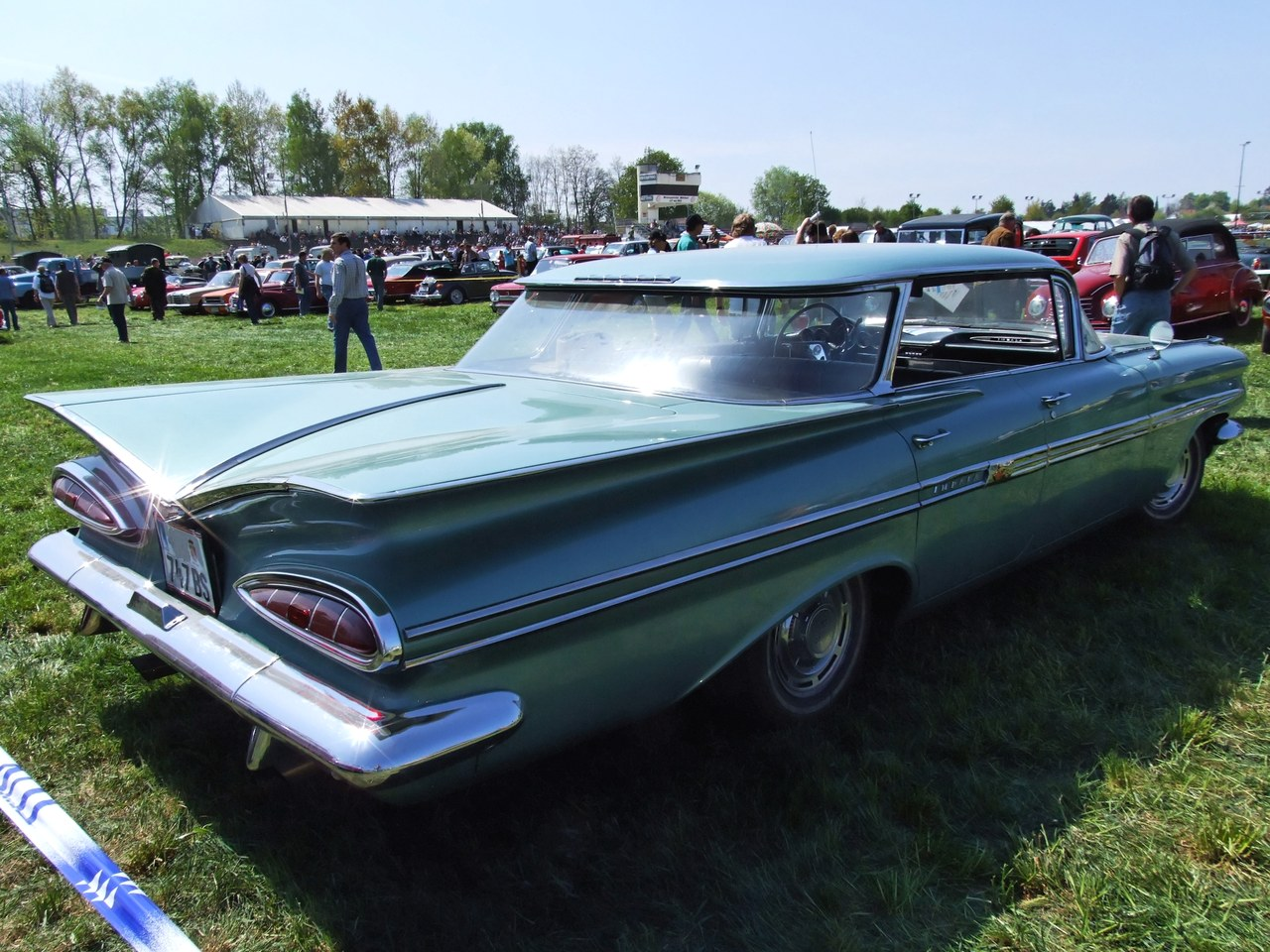
„bat wings“ am Chevrolet Impala (1959)
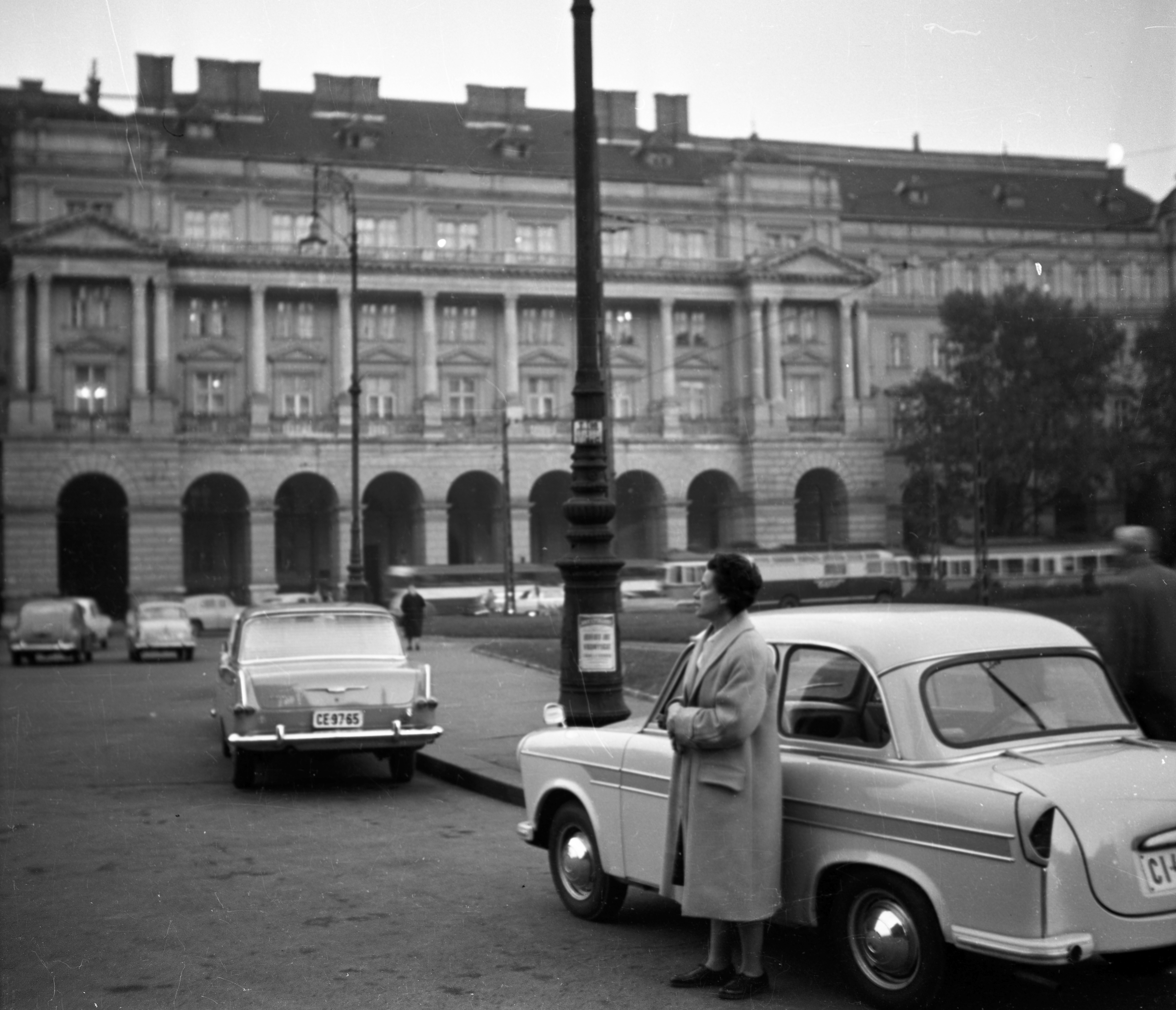
Opel Rekord P2 und Trabant 600
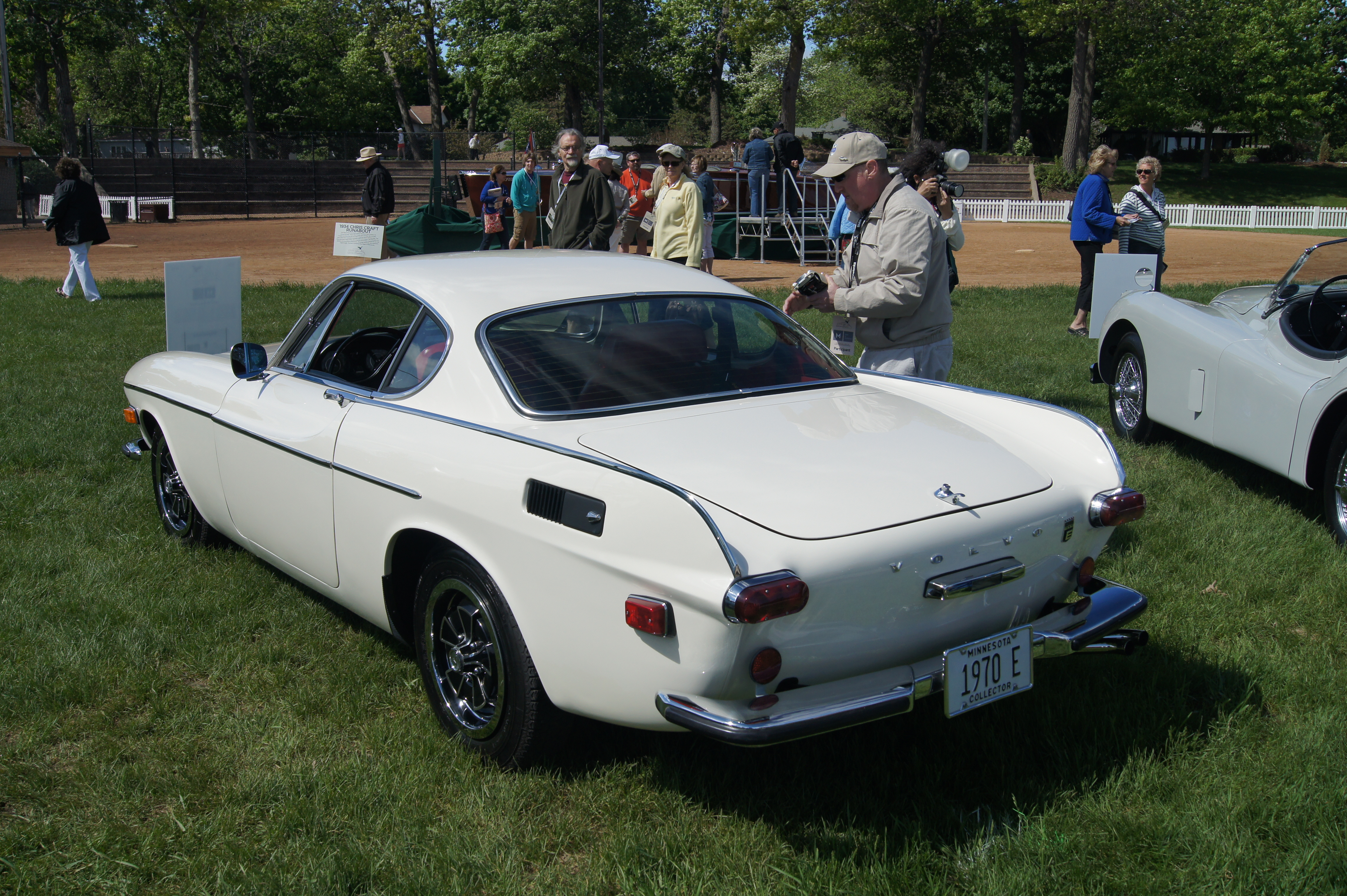
Volvo P1800 (1961–1972)
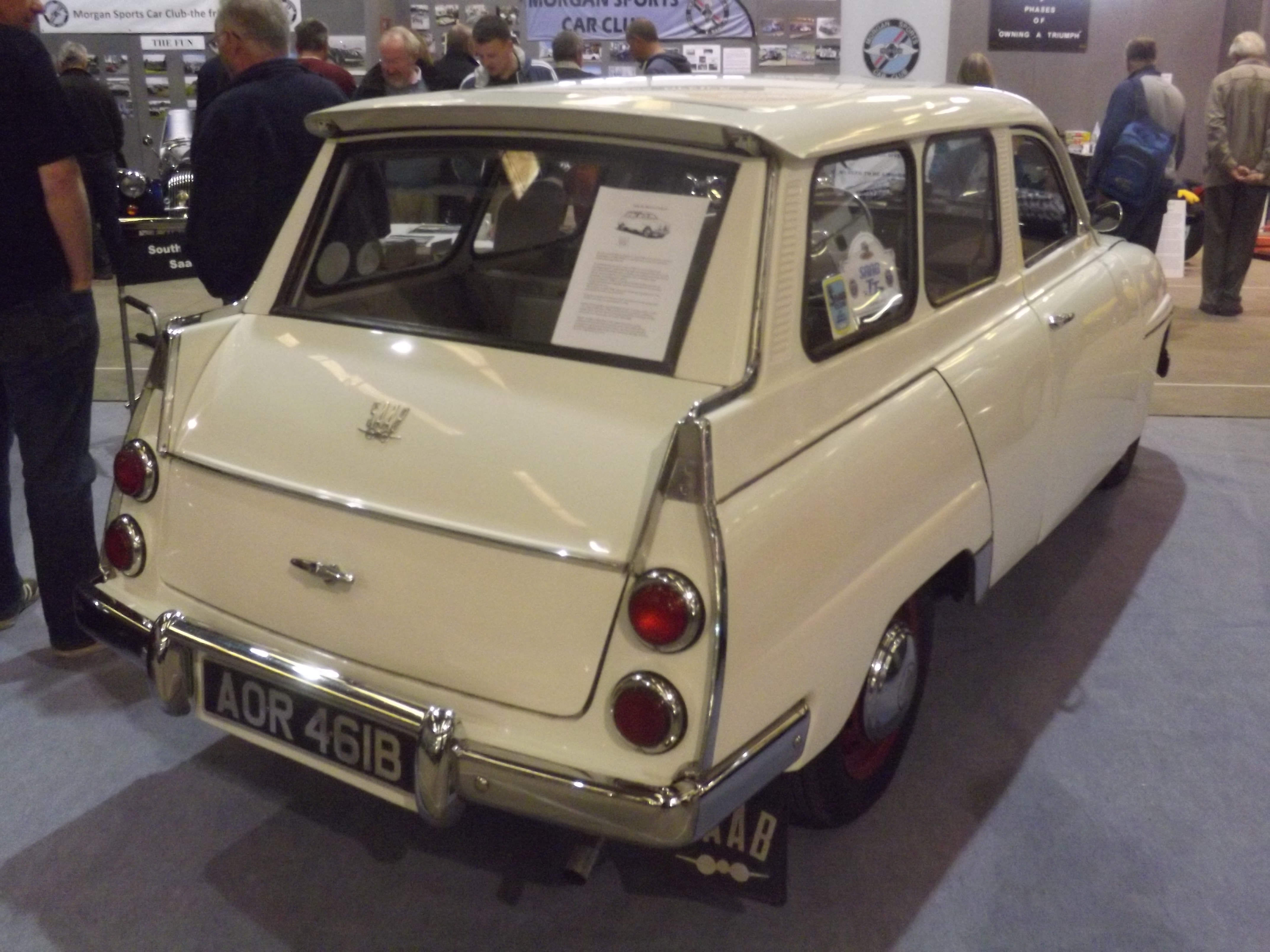
Saab 95 Combi (1960–1964)
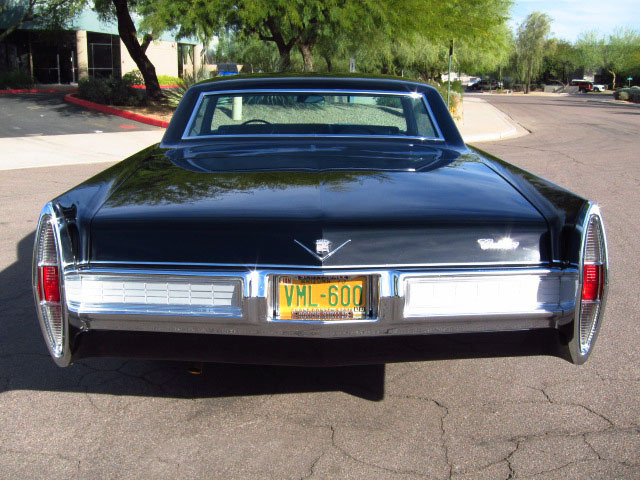
Cadillac Calais (1967)
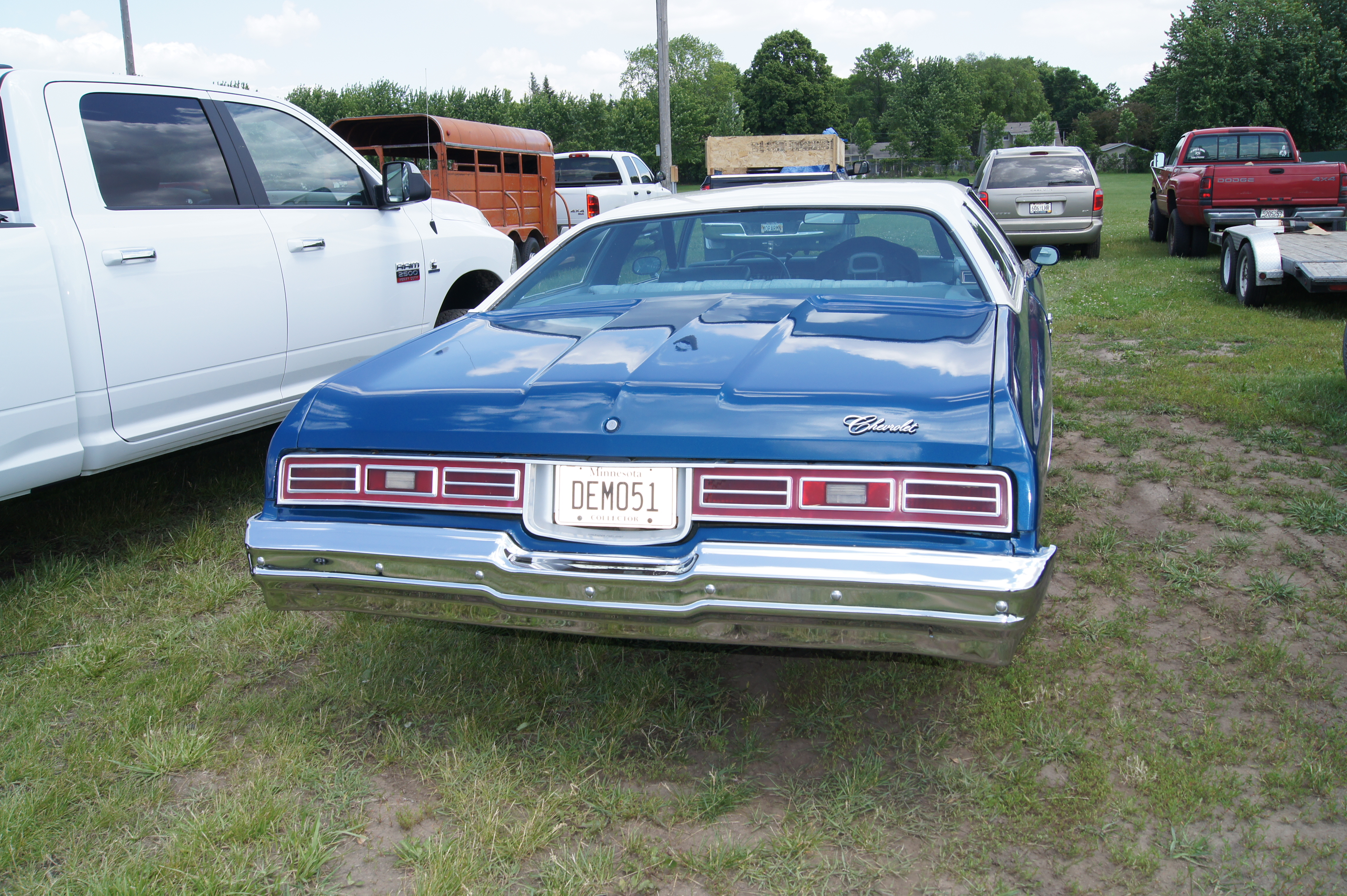
Chevrolet Impala (1976)
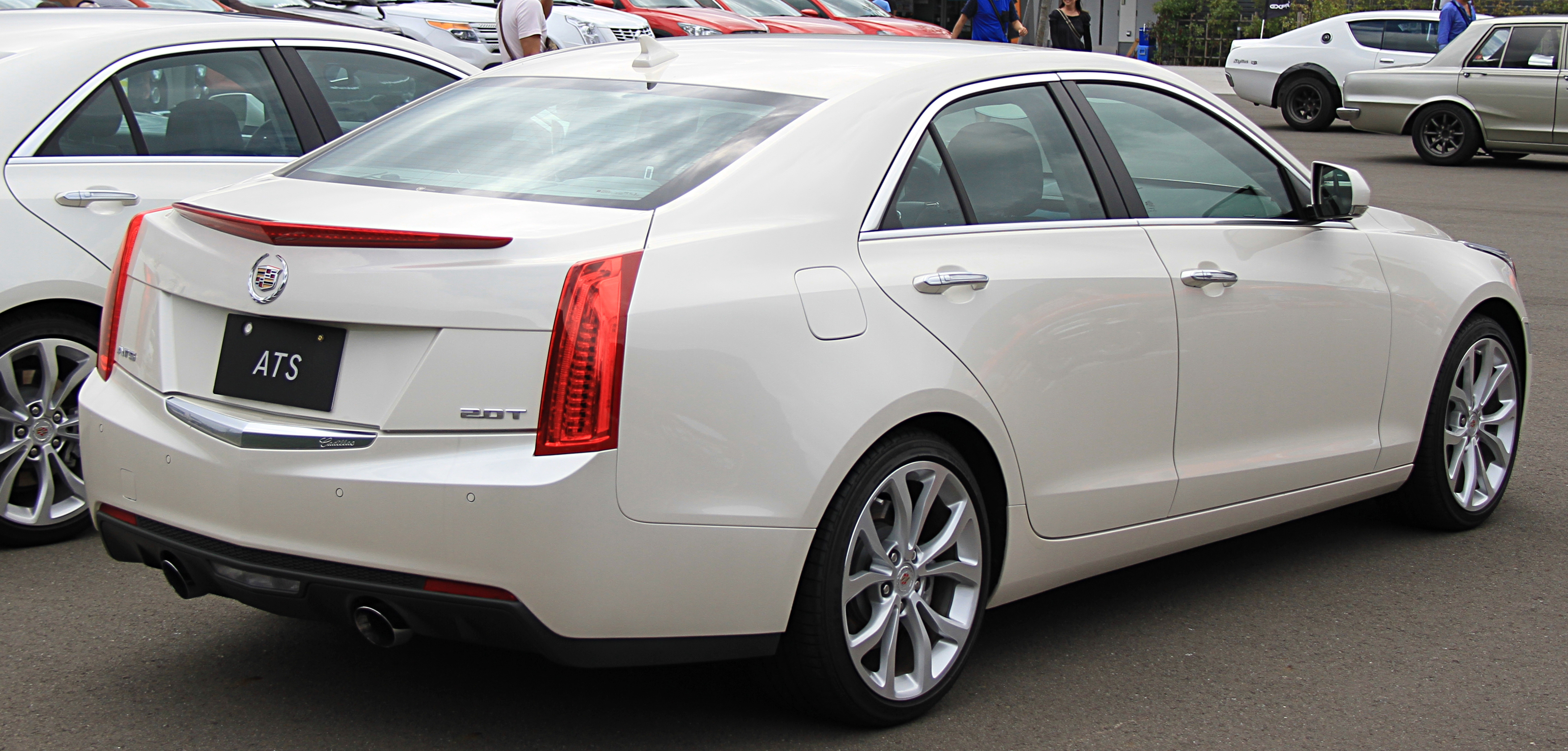
Cadillac ATS Heck (2012)

## Sonstiges
Die Heckflosse beeinflusste formal auch die Architektur, wo man von Googie spricht. Bei Flugzeugen nennt man die Flosse in gleicher Orientierung Seitenflosse. Dort ist sie allerdings, im Unterschied zur reinen Zierde bei Autos, eine aerodynamisch nahezu unverzichtbare Vorrichtung.